# The Tired Tailor's Dream
The Tired Tailor's Dream est un film muet américain réalisé par Joseph A. Golden et sorti en 1907.

## Fiche technique
- Réalisation : Joseph A. Golden
- Photographie : G. W. Bitzer, F.A. Dobson
- Durée : 7 minutes
- Date de sortie : États-Unis : 31 août 1907